# ARVES

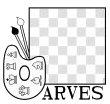
ARVES-Logo

Alexander Rueb Vereniging voor SchaakEindspelStudie, besser bekannt unter dem Kürzel ARVES, ist eine niederländisch-flämische Organisation von Schach-Liebhabern zur Förderung der Endspielstudie, einem Teilbereich der Schachkomposition. Sie wurde am 15. Oktober 1988 in Amsterdam gegründet. Der Name bedeutet übersetzt Alexander-Rueb-Vereinigung für Endspielstudien im Schach.

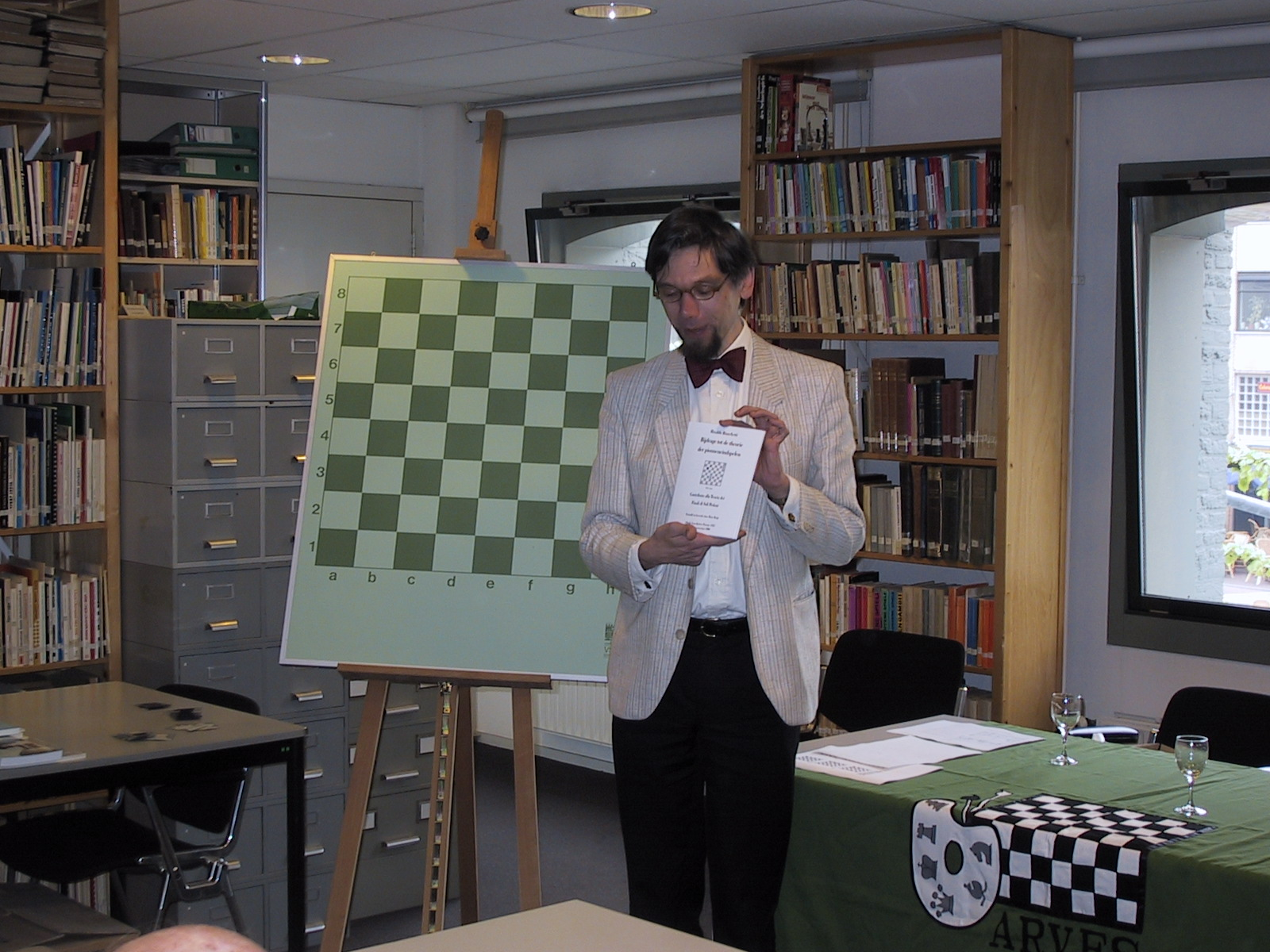
ARVES-Sekretär Hans Buijs auf einer Versammlung am 11. Mai 2002 im Max-Euwe-Zentrum in Amsterdam

Ziel von ARVES ist die Förderung der Studienkomposition und der Entwicklung der Endspieltheorie in allen Bereichen. Dazu organisiert ARVES unter anderem Komponistentreffen und Turniere, gibt Zeitschriften heraus, archiviert Endspielstudien und macht diese in der Öffentlichkeit populär. Darüber hinaus werden bei ARVES auch die biografischen Daten von Komponisten gesammelt und historische Nachforschungen angestellt.
Die Mitgliedschaft bei ARVES ist beitragspflichtig, dafür erhält man ein Abonnement der Zeitschrift EG und einen Newsletter, in dem man über alle Aktivitäten von ARVES, unter anderem Bucherscheinungen, Treffen und Turniere, informiert wird. Die Zeitschrift EG und Ausgaben von EBUR können auch ohne Mitgliedschaft bei ARVES bezogen werden. Zu den bekanntesten Mitgliedern zählt Jan Timman. Die Ehrenmitgliedschaft besitzen
- Wouter J. G. Mees
- Julien Vandiest
- Roger Missiaen
- Ignace Vandecasteele
- John Roycroft

## Zeitschriften
Die Zeitschrift EG wird von ARVES herausgegeben. Sie wird von John Roycroft geleitet und gilt als wichtigste Zeitschrift über Schachstudien.
EBUR, eine von 1989 bis 2006 erschienene und ebenfalls von ARVES herausgegebene Zeitschrift, war das Klubmagazin von ARVES und wurde von Harold van der Heijden geleitet, der René Olthof als Redakteur abgelöst hatte. Der Name stellte ein Anagramm des Nachnamens des ersten FIDE-Präsidenten Alexander Rueb dar, der ebenfalls an Endspielen interessiert war und mehrere Bücher zu Endspielstudien publiziert hatte. 2007 wurde der Inhalt von EBUR nach EG übernommen und EBUR eingestellt.
Ältere Ausgaben beider Zeitschriften werden zum kostenlosen Download bereitgestellt.